# Radiprodil
Radiprodil je antagonist NMDA receptora.